# Little Nellie Kelly
Pour plus de détails, voir Fiche technique et Distribution.
Little Nellie Kelly est un film musical américain réalisé par Norman Taurog, sorti en 1940.

## Fiche technique
- Titre original : Little Nellie Kelly
- Réalisation : Norman Taurog
- Scénario : Jack McGowan d'après la comédie musicale de George M. Cohan
- Production : Arthur Freed
- Société de production : Loew's et Metro-Goldwyn-Mayer
- Images : Ray June
- Directeur musical : George E. Stoll
- Adaptation musicale : Roger Edens
- Musique : William Axt, George Bassman, Leonid Raab, George E. Stoll, Clifford Vaughan (non crédités)
- Direction artistique : Cedric Gibbons
- Décors : Edwin B. Willis
- Costumes : Gile Steele (hommes) et Dolly Tree (femmes)
- Montage : Fredrick Y. Smith
- Pays d'origine : États-Unis
- Genre : Film musical et comédie
- Format : Noir et blanc - 35 mm - 1,37:1 - Son : Mono (Western Electric Sound System)
- Durée : 98 minutes
- Date de sortie :
  - États-Unis :22 novembre 1940

## Distribution
- Judy Garland : Nellie Kelly / Little Nellie Kelly
- George Murphy : Jerry Kelly
- Charles Winninger : Michael 'Mike' Noonan
- Douglas McPhail : Dennis Fogarty
- Arthur Shields : Timothy Fogarty
- Rita Page : Mme Mary Fogarty
- Forrester Harvey : Moriarity
- James Burke : Sergent de police McGowan
- George Watts : M. Keevan
- Almira Sessions : Mlle Corrigan
- Robert Emmett Keane : Dr Walton
- John Raitt (non crédité) : un interne